# Papyrus 45
- Papyrus
- Onciale
- Minuscules
- Lectionnaire

Le Papyrus 45 ({\displaystyle {\mathfrak {P}}}45 ou P. Chester Beatty I) est un papyrus du Nouveau Testament qui fait partie des Chester Beatty Papyri. Il a probablement été transcrit aux alentours de 250 apr. J.-C. en Égypte. Il contient les textes de Matthieu 20-21 et 25-26; de Marc 4-9 et 11-12; de Luc 6-7 et 9-14; de Jean 4-5 et 10-11; et des Actes 4-17. Le manuscrit se trouve actuellement à la Bibliothèque Chester Beatty, Dublin, Irlande, excepté pour un extrait contenant Matt. 25:41-26:39 qui se trouve à l'Österreichische Nationalbibliothek, Vienne (Pap. Vindob. G. 31974).

## État du manuscrit
Le manuscrit est fortement endommagé et parcellaire. Le papyrus faisait partie d'un codex, qui a pu contenir 250 pages, dont seulement 30 subsistent (deux de Matthieu, six de Marc, sept de Luc, deux de Jean, et 13 des Actes). Toutes les pages ont des lacunes, et très peu de lignes sont complètes. Les fragments concernant Matthieu et Jean sont les plus petits. Les pages originales étaient approximativement de 10 × 8 pouces. Contrairement à beaucoup d'autres manuscrits qui nous restent du IIIe siècle, qui habituellement ne contenaient que les Évangiles, ou seulement les lettres catholiques, ou encore, seulement les épîtres de Paul, ce manuscrit a probablement contenu plus d'une collection de textes du Nouveau Testament. Cette hypothèse est attribuée à l'assemblage de deux feuilles, au lieu d'une simple main que la plupart des autres codex avaient.

## Texte
À cause de l'étendue des dommages, la détermination du type du texte a été malaisée. Le manuscrit fut acquis par Alfred Chester Beatty dans la première partie de XXe siècle, et publié dans The Chester Beatty Biblical Papyri, Descriptions and Texts of Twelve Manuscripts on Papyrus of the Greek Bible par Frederic G. Kenyon en 1933. Dans cette étude, Kenyon a identifié le texte de l'évangile de Marc contenu dans P45 comme texte césaréen, suivant la définition de Burnett Hillman Streeter. Hollis Huston a critiqué la retranscription par Kenyon de différents mots subsistant partiellement, et a conclu que les chapitres 6 et 11 de Marc dans P45 n'ont pas pu cadrer parfaitement dans un type de texte, surtout césaréen, parce que le manuscrit est antérieur à la distinction de textes pour chaque type des IVe et Ve siècles.

### Type de texte
Le {\displaystyle {\mathfrak {P}}}45 est statistiquement relativement proche du Codex Washingtonianus en Marc, ainsi que, mais dans une moindre mesure de la Famille 13. Citant l'étude de Larry Hurtado, Text-Critical Methodology and the Pre-Caesarean Text: Codex W in the Gospel of Mark, Eldon Jay Epp a reconnu qu'il n'y avait pas de lien avec un texte césaréen ou pré-césaréen en Marc. Il n'existe pas non plus de lien fort vers un texte alexandrin du Codex Vaticanus, un texte occidental du Codex Bezae, ou encore, un texte byzantin du Textus receptus. Une autre hypothèse est que "{\displaystyle {\mathfrak {P}}}45 pourrait provenir d'une tradition alexandrine, mais avec beaucoup de variations textuelles destinées à "améliorer" le texte d'un point de vue stylistique, ainsi qu'un certain nombre d'harmonisations. Bien que P45 reste difficile à placer historiquement dans une catégorie de textes, la plupart des chercheurs admettent aujourd'hui que ce texte n'est pas césaréen, contrairement à Kenyon.
Le caractère textuel de ce manuscrit varie, de plus, selon chaque livre. En Marc, la relation la plus proche se fait avec le Codex W, alors que dans les Actes des Apôtres, il est le plus proche des textes Alexandrins. Dans les autres livres (Matthieu, Jean, Luc), il est difficile de catégoriser ce texte.
Il a été estimé que le codex ne contenait pas le texte concernant Jésus et la femme adultère (Jean 7:53-8:11).

### Variantes textuelles

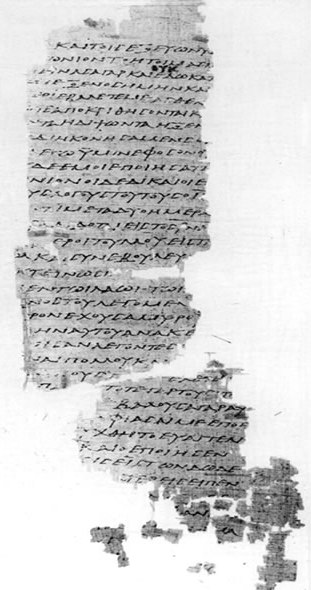
Matthieu 25,41-46 de Papyrus 45

Marc 6:40 texte manquant: κατὰ ἑκατὸν καὶ κατὰ πεντήκοντα (by fifties and by hundreds)
Marc 6:44 texte manquant: τοὺς ἄρτους (those loaves) with א D W Θ f1 f13 28 565 700 2542 lat copsa
Marc 6:45 texte manquant: εἰς τὸ πέραν (to the other side) with W f1 118 itq syrs
Marc 8:12 omits text λέγω ὑμῖν (I will tell you) avec W
Marc 8:15 reads των Ηρωδιανων (the Herodians) with W Θ f1,13 28 565 1365 2542 iti.k copsamss arm geo
Marc 8:35 reads ἕνεκεν τοῦ εὐαγγελίου (pour l'Évangile) omitting ἐμοῦ καὶ (of me and) as in D 28 700 ita.b.d.i.k.n.r1 syrs arm Origène
Marc 9:27 omits text καὶ ἀνέστη (and he arose) with W itk.l syrp
Luc 6:48
διὰ τὸ καλῶς οἰκοδομῆσθαι αὐτήν (because it had been well built) — {\displaystyle {\mathfrak {P}}}75vid א B L W Ξ 33 157 579 892 1241 1342 2542 syrhmg copsa copbopt
τεθεμελίωτο γὰρ ἐπὶ τὴν πέτραν (for it had been founded upon that rock) — A C D Θ Ψ f1,13 700c Byz latt syrp.h copbopt arm, geo, goth
omitted — {\displaystyle {\mathfrak {P}}}45vid 700* syrs
Luc 11:33 texte manquant: οὐδὲ ὑπὸ τὸν μόδιον (nor under a basket) with {\displaystyle {\mathfrak {P}}}75 L Γ Ξ 070 f1 22 69 700* 788 1241 2542 syrs copsa arm, geo
Luc 11:44 texte manquant: γραμματεῖς καὶ Φαρισαῖοι υποκριταὶ (scribes and Pharisees, hypocrites) with {\displaystyle {\mathfrak {P}}}75 א B C L f1 33 1241 2542 ita.aur.c.e.ff2.l vg syrs,c copsa copbopt arm geo
Luc 11:54 texte manquant: ινα κατηγορήσωσιν αυτοῦ (in order that they might accuse him) with {\displaystyle {\mathfrak {P}}}75 א B L 579 892* 1241 2542 syrs,c co
Luc 12:9 omis, comme dans ite syrs copboms
Luc 12:47 texte manquant: μὴ ἑτοιμάσας ἢ (not preparing or)
Jean 11:7 texte manquant: τοῖς μαθηταῖς (the disciples) with {\displaystyle {\mathfrak {P}}}66* ite.l
Jean 11:25 texte manquant: καὶ ἡ ζωή (and the life) with itl syrs Diatessaronsyr Cyprien
Jean 11:51 texte manquant: τοῦ ἐνιαυτοῦ ἐκείνου (of that year) with ite.l syrs
Actes 5:37 texte manquant: πάντες (all) with D it
Actes 8:18 texte ajouté το αγιον (the holy) with {\displaystyle {\mathfrak {P}}}74 A* C D E Ψ 33 1739 Byz latt syr copbo
Actes 9:17
Ἰησοῦς (Jesus) — {\displaystyle {\mathfrak {P}}}45 {\displaystyle {\mathfrak {P}}}74 א A B C E Ψ 33 81 323 614 945 1175 1739
omis — Byz
Actes 9:21 omet οἱ ἀκούοντες (those hearing) with {\displaystyle {\mathfrak {P}}}74 Ψ*
Actes 9:38
δύο ἄνδρας (deux hommes) — {\displaystyle {\mathfrak {P}}}45 {\displaystyle {\mathfrak {P}}}74 א A B C E Ψ 36 81 323 614 945 1175 1739 latt syr co
omitted — Byz
Actes 10:10
ἐγένετο (became) — {\displaystyle {\mathfrak {P}}}74vid א A B C 36 81 323 453 945 1175 1739 Origen
επεπεσεν (fell into) — E Ψ 33 Byz latt syr
ηλθεν (entered) — {\displaystyle {\mathfrak {P}}}45
Actes 10:13 texte manquant: Πέτρε (Peter) with gig Clement Ambrose
Actes 10:16 texte manquant: εὐθὺς (immediately) with 36 453 1175 itd syrp copsamss
Actes 10:33
κυρίου (the Lord) — {\displaystyle {\mathfrak {P}}}45vid א A B C E Ψ 81* 323 614 945 1175 1739 lat syrh copbo
θεου (God) — {\displaystyle {\mathfrak {P}}}74 D Byz syrp copsa mae
Actes 11:12 omits text μηδὲν διακρίναντα (without deliberating) with D itl.p* syrh
Actes 13:48
κυρίου (the Lord) — {\displaystyle {\mathfrak {P}}}45 {\displaystyle {\mathfrak {P}}}74 א A C Ψ 33 1739 Byz gig vg copsamss mae
θεου (God) — B D E 049 323 453 copbo
θεον (God) — 614 syr
Actes 13:49 texte manquant: τοῦ κυρίου (the Lord)
Actes 15:20 texte manquant: καὶ τῆς πορνείας (and sexual immorality)
Actes 15:40
τοῦ κυρίου (the Lord) — {\displaystyle {\mathfrak {P}}}74 א A B D 33 81 itd vgst copsa
τοῦ θεου (God) — {\displaystyle {\mathfrak {P}}}45 C E Ψ 1739 Byz gig itw vgcl syr copbo
Actes 16:32
τοῦ κυρίου (the Lord) — {\displaystyle {\mathfrak {P}}}45 {\displaystyle {\mathfrak {P}}}74 א2 A C (D) E Ψ 33 1739 Byz lat syr cop
τοῦ θεου (God) — א* B
Actes 17:13 texte manquant:: καὶ ταράσσοντες (and agitated) with E Byz